# '88〜Love Story
『'88〜Love Story』（エイティエイト ラブ ストーリー）は、日本の音楽ユニットB'zの松本孝弘の楽曲。1991年9月25日にリリースした1作目のシングルとしてメルダックから発売された。

## 内容
ソロ名義では初となるシングル。
曲順表記は「Beat #」ではなく、「Pick up」という表記が用いられた。
本作に収録の2曲は、アルバム『Wanna Go Home』や『Thousand Wave Plus』において別バージョンで収録された。

## 収録曲
1. '88〜Love Story (5:49)
  - カルビー「ポテトチップス」CMイメージソングとして制作された楽曲で、ハーブ・リッツが制作した映像を見て気に入ったことから作曲された[2]
2. Love Ya (4:36)
  - リリース前に行われた『B'z LIVE-GYM "Pleasure '91"』で披露された楽曲。

## タイアップ
- カルビー「ポテトチップス」 CMイメージソング[2](#1)

## 参加ミュージシャン
- 松本孝弘：ギター、全曲作曲・編曲
- 明石昌夫：マニピュレーター、全曲編曲
- B+U+M
- 田中一光：ドラム
- 大黒摩季：コーラス

## 収録アルバム
'88〜Love Story
- Wanna Go Home（アルバムバージョン）
- Thousand Wave Plus

Love Ya
- Wanna Go Home（アルバムバージョン）
- Thousand Wave Plus